# Złocieniec alpejski
Złocieniec alpejski, wrotycz alpejski, złocień alpejski (Leucanthemopsis alpina (L.) Heywood) – gatunek rośliny należący do rodziny astrowatych. Występuje na obszarach górskich w południowej i środkowej Europie. W Polsce  występuje podgatunek złocieniec alpejski tatrzański (Leucanthemopsis alpina subsp. tatrae (Vierh.) Holub.) i naturalnie rośnie wyłącznie w Tatrach. 

## Morfologia
PokrójTworzy luźne kępki złożone z liści tworzących przyziemną rozetkę oraz pojedynczych łodyg kwiatowych.
ŁodygaWzniesione, walcowate i nierozgałęziające się łodygi o wysokości 5-15 cm. Są delikatnie omszone. Łodygi kwiatowe są bardzo słabo ulistnione, jedynie w dolnej części wyrastają na nich drobne listki.
LiścieLiście odziomkowe pierzasto-sieczne lub pierzasto-klapowane, o blaszce zbiegającej w ogonek. Są obustronnie owłosione, lub tylko na spodniej stronie.
KwiatyNa szczycie łodygi kwiatowej wyrasta jeden tylko koszyczek, swoim wyglądem niemal do złudzenia przypominający koszyczek stokrotki pospolitej. Ma średnicę 2-3,5 cm, a łuski jego okrywy są szeroko czarnobrunatno obrzeżone. Dno koszyczka jest prawie płaskie. Obrzeżenie koszyczka stanowi pojedynczy rząd kwiatów języczkowych o białych płatkach korony. Kielich w postaci błoniastego rąbka. Mają one 2-3 razy większą długość od szerokości.
OwoceNiełupki z 5 cienkimi żeberkami. Mają długość ok. 3 mm i posiadają błoniasty rąbek (pochodzący z kielicha).

## Biologia i ekologia
RozwójBylina. Kwitnie od lipca do sierpnia. Przed rozkwitnięciem koszyczki są zwieszone, w czasie kwitnięcia łodyżka kwiatowa wyprostowuje się. Jest owadopylna lub samopylna. Nasiona rozsiewane są przez wiatr.
SiedliskoPrawdziwie wysokogórska roślina. Występuje od piętra kosówki aż po najwyższe szczyty Tatr (Gerlach 2655 m n.p.m.), głównie na granitowym podłożu.
FitosocjologiaGatunek charakterystyczny dla rzędu (O.) Salicetalia herbaceae.